# Desmodora scaldensis
Desmodora scaldensis is een rondwormensoort uit de familie van de Desmodoridae. De wetenschappelijke naam van de soort is voor het eerst geldig gepubliceerd in 1889 door Johannes Govertus de Man.
De soort werd gevonden in de Westerschelde nabij Walcheren; de naam verwijst naar de Schelde (Scaldis).